# Lelkes Péter (iparművész)
Lelkes Péter (Szombathely, 1942. június 29. – 2022. március 31.) Munkácsy Mihály-díjas magyar iparművész, ipari formatervező, egyetemi magántanár. A Magyar Művészeti Akadémia rendes tagja (2007).

## Élete, munkássága
Lelkes Péter 1962 és 1967 között tanult az Iparművészeti Főiskolán. Dózsa Farkas András volt a mestere. Az 1970-es évekről írja Lelkes Péter: „Az akkori nemzetközi kultúrcsere egyezmény keretében körbeutaztuk a környező országokat, hogy megszervezhessünk egy nemzetközi designer találkozót, a későbbi Zsennyei Műhelyt.” 1978-ban Cserny Józseffel alapítója és titkára a Zsennyei Műhelynek. Lelkes Péter 1979-ben Moszkvában Jevgenyíj Rosenblumnál járt tervező kortársakkal, köztük Cserny József kollégájával. Jevgenyij a szovjet „művészeti designer” vezető avantgárd egyénisége volt. Lelkes Péter nyugat-európai országokban Japánban és az Amerikai Egyesült Államokban is járt tanulmányúton.
Lelkes Péter  az ipari tervezés és a művészi tervezés kölcsönhatásának hirdetője, folyamatosan szorgalmazta az iparművészeti és a képzőművészeti szervezetek együttműködését. 1978-1986 közt a Magyar Képzőművészek és Iparművészek Szövetsége Ipari Formatervező Szakosztályának titkára, majd 1986-1999 közt alelnöke. 2000-ben a Magyar Televízió Közalapítvány társadalmi kuratóriumában képviselte a magyar képző- és iparművészeket. 2006-2010 között Biatorbágy város alpolgármestere volt. 2003-2020-ig a Magyar Design Kulturális Alapítvány elnöke.
Óriási kihívás elé állította a magyar ipari formatervezőket a magyar ipar rendszerváltás utáni visszaszorulása, erre hirdették meg az 1990-es évek közepén Kulinyi István grafikusművésszel a Lépés a jövőbe pályázatukat, "tradició+identitás+design=jövőkép" jelszóval, melyben azt fejezik ki, hogy egyszerre kell megtalálni a gyökereket, melyekre egykor országunk kultúrája épült, ugyanakkor felhasználni minden újat, amit a világ fejlődése felkínál, gyakorlatilag fel kell csatlakozni a nemzetközi élvonalba. A verseny a világpiacon, s nem a hazai piacon dől el.

## Kutatási, oktatási területe
Designtörténet, magyar ipari formatervezés, designszociológia, építészet tárgyi környezete, a globális és lokális design Lelkes Péter kutatási területe. 1997-től a Budapesti Műszaki Egyetem Építészeti Karának Rajz Tanszékén tanított, majd a Gépész Kar, Gép- és Terméktervezési Tanszéken docensi beosztásban működött, utóbb egyetemi magántanár. 2004-ben nyerte el a DLA fokozatot, habilitált a Moholy-Nagy Művészeti Egyetemen. Jeles kötete: ArtDesigner : a magyar formatervezés fél évszázada. (Budapest : Magyar Design Kulturális Alapítvány, 2004. 352 p. : ill. + CD-ROM). Tucatnyi szakírást publikált az ipari formatervezés témakörében. Témavezető a BME Pattantyús Ábrahám Géza Gépészeti Tudományok Doktori Iskolában. 2007 óta a Magyar Művészeti Akadémia rendes tagja.

## Híres iparművészeti alkotásaiból
- Szájmikrofonos fejhallgató, 1975
- Mikrofon, 1982
- Zajvédő, 1984
- Rack-erősítők, 1983
- Iskolai hangsugárzó, 1983
- Orvosi Lézer, 1989
- Stúdió monitor 1994
- 1, 4 és 5 literes olajos kanna, MOL olajcsomagolási rendszer, 1995
- Napórák, 1996
- ICN 2000 konferencia rendszer 1999
- Folyadékanalizátor 2004
- Érintőképernyős konferencia-rendszer, Globomax Zrt. Creation készülékcsalád 2021

## Kiállításai (válogatás)

### Egyéni
- 1982 • A Lelkes család, Pataky Galéria, Budapest;
- 1986 • A Lelkes család, Fészek Művészklub, Budapest;
- 1994 • Önálló gyűjteményes kiállítás, Tölgyfa Galéria, Budapest;
- 2002 • Önálló kiállítás, Biatorbágy;
- 2008 • Formatervező mesterek – Lelkes Péter és Nagy Alexandra kiállítása; Árkád Galéria (MKISZ), Budapest;
- 2009 • Életmű-kiállítás, Árkád Galéria, Budapest • Önálló kiállítás, Keve Galéria, Ráckeve.

### Csoportos
- 1975 • Design és Szép Tárgyak Dicsérete, Műcsarnok, Budapesten és másutt
- 1998, 2008, 2010 • Lépés a jövőbe, Vigadó Galéria, Műcsarnok, Budapest
- 2015 Lelkes család kiállítása a Csepel Galériában
- 2018 Örökítés, egy művészcsalád alkotó világa, Pesti Vigadó

## Díjak, elismerések (válogatás)
- Ipari formatervezési nívódíj (1980, 1984, 1985, 1991, 1995, 1998)
- Munkácsy Mihály-díj (1986)
- Művészetszervezői Nívódíj (1987)
- Dózsa Farkas András-díj (1990)
- Magyar Alkotóművészek Országos Egyesülete (MAOE) Díja (1996)
- A Magyar Köztársaság Elnökének Millenniumi Ezüstérme (1996)
- MAOE Alkotóművészeti Nagydíj (2008)
- Felsőoktatásért emlékplakett, miniszteri kitüntetés (2012)